# Lajos Czeizler
Lajos Czeizler (* 5. Oktober 1893 in Heves, Österreich-Ungarn; † 6. Mai 1969) war ein ungarischer Fußballtrainer. Mit insgesamt elf Titeln ist er einer der Erfolgreichsten seines Fachs. Unter anderem trainierte er von 1953 bis 1954 die italienische Nationalmannschaft.

## Karriere
1909 zog Lajos Czeizler in die Hauptstadt Budapest, um dort das Bankgewerbe zu erlernen. Dort schloss er sich dem MTK an, der auf dem Weg war sich zum Spitzenverein des ungarischen Fußballs zu entwickeln. Aus jener Ära haben die Namen von Trainern wie Jimmy Hogan und von Spielern wie Alfréd „Spezl“ Schaffer, Imre Schlosser und den Konrád Brüdern für immer einen guten Klang. Czeizler schaffte es nie über die Reserven hinaus und nach Krieg spielte er ab 1919 einige Partien als Verteidiger für Germania Schwechat in Wien.
Bald darauf begann seine Trainerkarriere. Sein Landsmann Imre Pozsonyi machte ihn zu seinem Assistenten, als er 1921 die polnische Mannschaft KS Cracovia übernahm. Die Mannschaft gewann im selben Jahr die erste Polnische Meisterschaft. 1922 war Czeizler der Cheftrainer beim Ortskonkurrenten Jutrzenka Kraków. Der Freundschaft zu Pozsonyi tat das keinen Abbruch. Von 1923 bis 1926 war er Trainer des größeren ŁKS Łódź, von wo es überliefert ist, dass er die Mannschaften I, II und III zu Meisterschaften führte. Die beiden letzteren sind wohl Jugendmannschaften. Czeizler engagierte sich sehr stark in der Jugendarbeit, aus welcher schließlich Spieler Antoni Gałecki, einer der großen polnischen Fußballer seiner Ära, hervorgingen. Czeizler richtete auch eine Tischtennisabteilung beim Verein ein, die bis weit nach dem Zweiten Weltkrieg aktiv blieb.
Danach zog es ihn  nach Italien, wo er die Zweitligamannschaften von Udinese und CA Faenza sowie die Jugend von Lazio Rom trainierte.
Er hatte seine größten Erfolge in Schweden, als er mit IFK Norrköping fünf Meisterschaften (1943 und von 1945 bis 1948) sowie zwei Pokale (1943 und 1945) gewann. Als er 1948 Norrköping zur Meisterschaft führte, war er 54 Jahre, acht Monate und einen Tag alt, und somit zum ältesten Trainer, der je diesen Titel erreichte — ein Rekord, der noch heute Bestand hat.
Nach seiner Zeit in Schweden kehrte Czeizler nach Italien zurück, wo er den AC Mailand 1951 zur Meisterschaft, der ersten des Vereins nach 44 Jahren, und zum Gewinn der Coppa Latina durch einen 5:0-Finalsieg über Frankreichs OSC Lille führte. Als er aber im nächsten Jahr diesen Erfolg nicht wiederholen konnte (der 2. Platz in der Serie A und daher keine Teilnahme an die Coppa Latina), war er gekündigt.
Von 1953 an trainierte Czeizler  die italienische Nationalmannschaft, die er auch durch die Weltmeisterschaft 1954 in der Schweiz begleitete.
Nach der Weltmeisterschaft arbeitete er bei Sampdoria Genua (1954–1957) und beim AC Florenz (1957–1959 und 1960–1961). Mitte der Saison 1960/61 verließ Czeizler Italien. In der Saison 1963/64 führte er Benfica Lissabon zum Double von Meisterschaft und Pokal in Portugal.

## Erfolge
- Schwedischer Meister: 1942/43, 1944/45, 1945/46, 1946/47, 1947/48
- Schwedischer Pokalsieger: 1943, 1945
- Italienischer Meister: 1950/51
- Coupe Latine: 1951
- Portugiesischer Meister: 1963/64
- Portugiesischer Pokalsieger: 1963/64